# Sericesthis harti
Sericesthis harti är en skalbaggsart som beskrevs av Sharp 1890. Sericesthis harti ingår i släktet Sericesthis och familjen Melolonthidae. Inga underarter finns listade i Catalogue of Life.